# Stanisław Rotwand

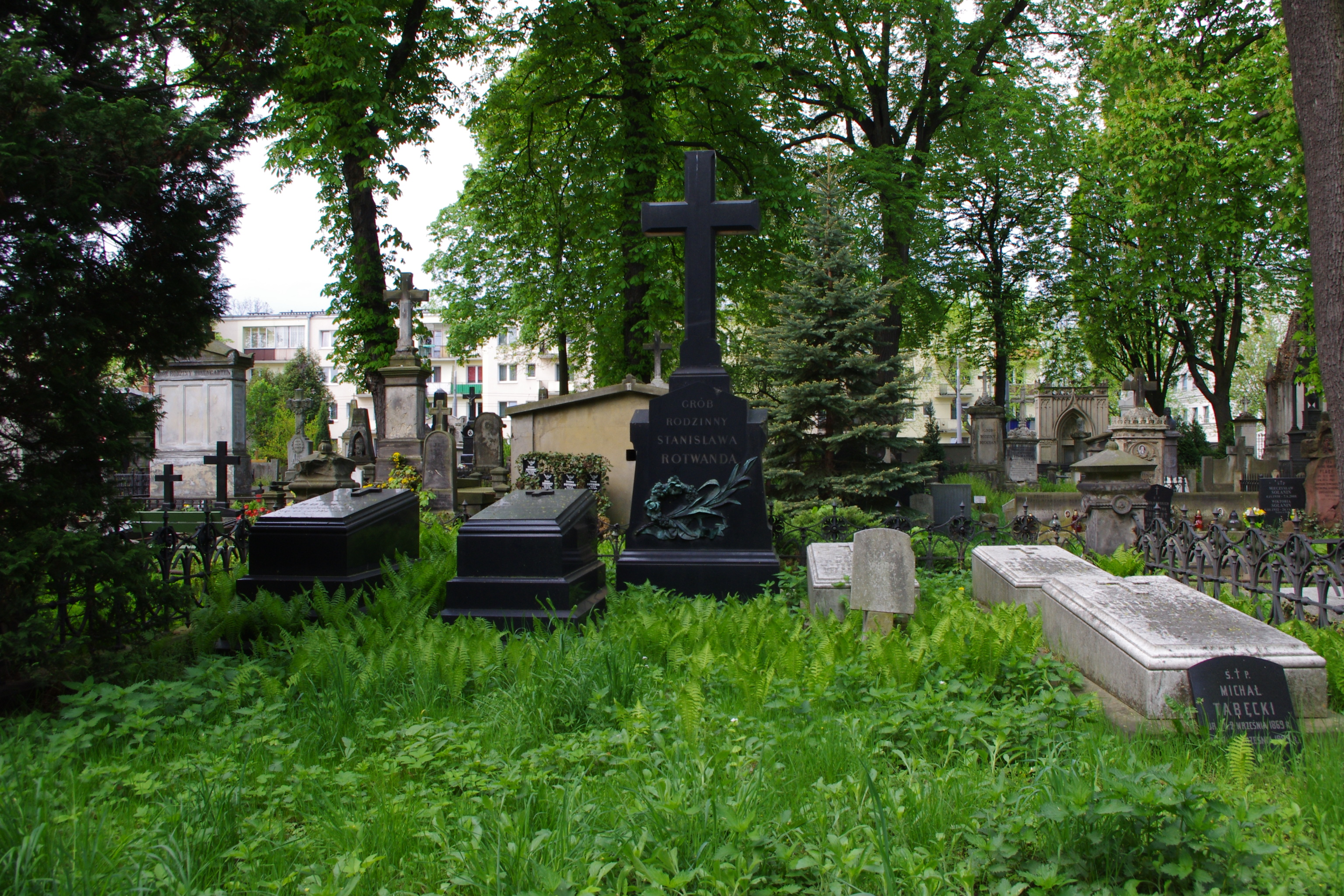
Grób Stanisława Rotwanda

Stanisław Rotwand  (ur. 11 czerwca 1839 w Łęczycy, zm. 23 lutego 1916 w Warszawie) – polski prawnik, przemysłowiec, finansista, filantrop, działacz społeczny i gospodarczy.

## Życiorys
Urodził się w rodzinie żydowskiej jako syn lekarza Mateusza Rotwanda i Barbary z Weinbergów. W 1875 roku był współzałożycielem (wraz z Hipolitem Wawelbergiem) Muzeum Przemysłu i Rolnictwa w Warszawie, a od 1895 roku prezesem tej instytucji. W 1893 roku współtworzył Muzeum Rzemiosł i Sztuki Stosowanej. Poseł do Rady Państwa Imperium Rosyjskiego w latach 1906-1912. W wieku dorosłym przeszedł na luteranizm.
W 1895 roku wraz z Hipolitem Wawelbergiem ufundował Średnią Szkołę Mechaniczno-Techniczną M. Mittego w Warszawie, od 1906 roku działającą jako Szkoła Mechaniczno-Techniczna H. Wawelberga i S. Rotwanda.
W 1898 roku został współzałożycielem i prezesem Fundacji Tanich Mieszkań im. Hipolita i Ludwiki Wawelbergów, która w okresie 1898-1900 na warszawskiej Woli zajmowała się budową tanich mieszkań dla robotników. Wraz z innymi udziałowcami zaangażował się również finansowo w to przedsięwzięcie. Fundacja wybudowała w 1898 roku m.in. osiedle tzw. tanich domów przy ul. Górczewskiej w Warszawie.
Od 1903 roku do 1916 roku był członkiem Urzędu Starszych Zgromadzenia Kupców miasta Warszawy, a od 1906 roku pełnił funkcję prezesa Warszawskiego Komitetu Giełdowego. Przez szereg lat pełnił funkcję członka i prezesa wielu instytucji przemysłowych, ubezpieczeniowych oraz towarzystw i banków.
Był uważany za jednego z najważniejszych warszawskich kolekcjonerów dzieł sztuki. W skład jego zbiorów wchodziły prace najbardziej cenionych polskich malarzy, m.in. Aleksandra i Maksymiliana Gierymskich, Olgi Boznańskiej, Witolda Pruszkowskiego, Jana Matejki, Maurycego Gottlieba, Józefa Brandta, Juliusza i Wojciecha Kossaków, Józefa Chełmońskiego, Juliana Fałata, Józefa Mehoffera, Leona Wyczółkowskiego, Władysława Podkowińskiego, Stanisława Wyspiańskiego, czy Władysława Ślewińskiego. Działał także jako mecenas kultury – wspierał i sprawował opiekę nad artystami żydowskimi: Henrykiem Drelichem i Henrykiem Glicensteinem.
W 1902 r. współpracował przy opracowywaniu oraz zatwierdzaniu ustawy Szkoły Sztuk Pięknych w Warszawie.
Zmarł 23 lutego 1916 roku w Warszawie, został pochowany na cmentarzu ewangelicko-augsburskim w Warszawie (aleja 10, grób 14).

## Rodzina
Jego żoną była Maria z Wawelbergów (1846-1894), l.v. Rotwandowa, wdowa po jego starszym bracie Leonie Lewim Rotwandzie (1837-1868).
Jego pasierbicą (i bratanicą; córką brata Leona Lewiego) była Felicja Rotwand (1865-1934) – żona prawnika i dyplomaty Ignacego Szebeko.
Dzieci:
- Janina (1877-1894)
- Andrzej Rotwand (1878-1951) – inżynier, bankowiec, przemysłowiec (m.in. wieloletni prezes rady nadzorczej Zakładów Mechanicznych Lilpop, Rau i Loewenstein S.A., członek Rady Banku Polskiego S.A., członek prezydium Rady Centralnego Związku Polskiego Przemysłu, Górnictwa, Handlu i Finansów  („Lewiatan”) i kolekcjoner[5], żonaty (ślub w 1932) z Marią Józefą Rotwand (1905-2007)
- Zofia Anna (1880-1957) mąż Michał Stefan Jurczyk-Tabęcki[6] Jej wnukiem był Nicholas Andrew Rey (1938-2009) ambasador USA w Polsce w l.1993-1997.
- Leonia Leonora (1882-1964) mąż markiz Carlo Cavriani Arrigoni (1879-1931)
- Maria Jadwiga (1887-1893).